# (22534) Lieblich
(22534) Lieblich (1998 FF57) – planetoida z pasa głównego asteroid okrążająca Słońce w ciągu 3,37 lat w średniej odległości 2,25 j.a. Odkryta 20 marca 1998 roku.